# 프리슬란트어
프리지아어(서프리슬란트어: Frysk, 동프리슬란트어: Fräisk, 북프리슬란트어: Friisk) 또는 프리슬란트어는 서게르만어군에 속하는 언어로서 네덜란드에서 네덜란드어와 함께 공용어로 지정되어 있다. 스코트어를 제외하고는 영어와 가장 가까운 관계에 있는 말이나, 영어-프리슬란트어 사이에 말은 통하지 않는다. 네덜란드어와 덴마크어, 프랑스어에서 많은 어휘를 들여왔으며, 이 때문에 덴마크어 화자의 일부가 입말 프리슬란트어를 알아듣기도 한다. (다만 북프리슬란트어에 한함) 네덜란드의 서프리슬란트어, 독일의 동프리슬란트어, 독일 북부, 덴마크 접경 지대의 북프리슬란트어로 나뉜다.

## 영어와의 비교 예제
기본적으로 유사하게 겹치는 어휘도 많다.
 서프리슬란트어: Ik ha in wurdboek op myn tabel.

 영어: I have a dictionary (wordbook) on my table.

 서프리슬란트어: Winter is kald, simmer is hjit. Ik lyk de waarmte en myld weder de best.

 영어: Winter is cold, summer is hot. I like the warmth and mild weather the best.

 서프리슬란트어: De boat hath seilen op de stream.

 영어: The boat has sailed up the stream.

 서프리슬란트어: Ik had buter om brea, tsiis, in egg, en somig kowfleis.

 영어: I had butter on bread, cheese, an egg, and some beef (cowflesh).

 서프리슬란트어: Ik wolde net lyk it te rein oer de neist wyk.

 영어: I would not like it to rain over the next week.

 서프리슬란트어: Wolkom (yn 'e/bij de) Koreaanske Wikipedy. Wolkom yn de hel.

 영어: Welcome to (the )Korean Wikipedia. Welcome to (the )hell.

## 같이 보기
- 프리슬란트
- 프리슬란트인